# Paježura Attenboroughova
Paježura Attenboroughova (Zaglossus attenboroughi) je extrémně vzácný druh ježury  žijící na malém území v oblasti Kyklopských hor poblíž měst Jayapura a Sentani na indonéské části Nové Guineje.

## Stavba těla
Jedná se o nejmenšího člena rodu Zaglossus, který je co do velikosti blíže k ježuře australské (Tachyglossus aculeatus). Samec je větší než samice a lze ho odlišit ostruhami na zadních nohách. Paježura není společenské zvíře a se svým vlastním druhem se setkává pouze jednou ročně, v červenci. Samice naklade vajíčka přibližně po osmi dnech a mláďata zůstanou v matčině vaku přibližně osm týdnů, nebo dokud se nevytvoří jejich trny. Paježura je noční zvíře. Je také schopna se srolovat do ostnaté koule, když se cítí ohrožena. Váží od 5 do 10 kilogramů. Následná systematická revize Zaglossus, kterou provedli Flannery & Groves (1998), identifikovala tři alopatrické druhy a několik poddruhů vyskytujících se po celém ostrově. Tito vědci poté popsali i nový druh Z. attenboroughi (Paježura Attenboroughova) podle jediného exempláře nalezeného v roce 1961 ve výšce 1600 m n. m.  poblíž vrcholu Mount Rara, v Kyklopském pohoří v severní holandské Nové Guineji (nyní indonéská provincie Papua).
Byla popsána v roce 1961 z jediného exempláře získaného holandským biologem a od té doby nebyl zastřelen ani odchycen žádný další exemplář. Pojmenována byla na počest významného přírodovědce sira Davida Attenborougha. V minulosti panovaly obavy, že je už vyhubena, ale expedice z roku 2007 potvrdila, že tento druh stále existuje: byly nalezeny nory a stopy a místní domorodci tvrdili, že ji spatřili ještě v roce 2005. V roce 2023 byla natočena na kameře.